# 旅行紀錄片

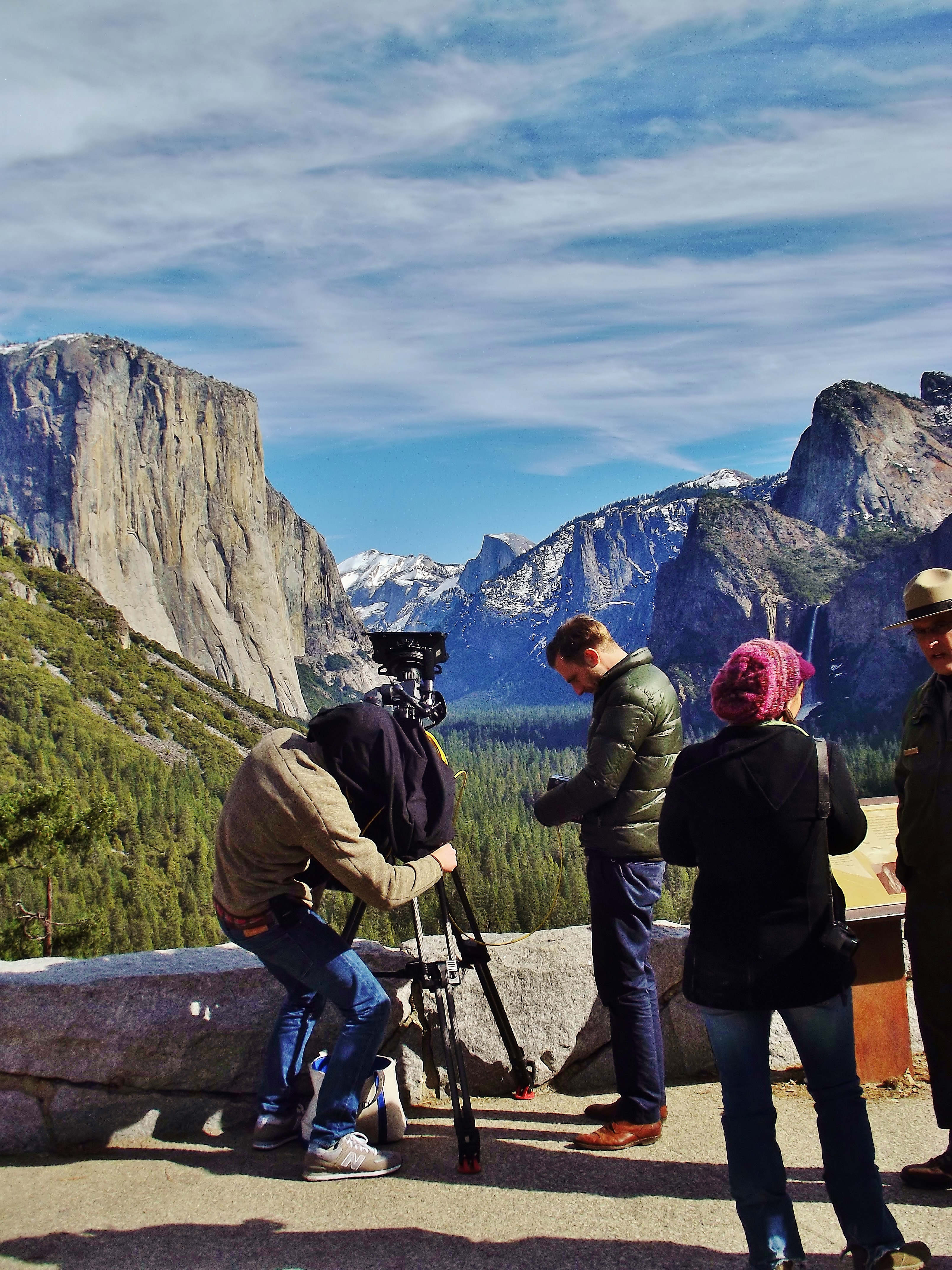
一部在约塞米蒂谷拍攝的旅行紀錄片

旅行紀錄片（travel documentary）是紀錄片和電視節目的一種，記錄在特定景點的遊記。《穿越七海》（Across the Seven Seas）是著名的旅行紀錄片節目。英國喜劇演員麥可·帕林曾製作過多部旅行紀錄片。旅遊頻道是播出較多這一類型節目的電視台。

## 外部連結
- The Travel Film Archive （页面存档备份，存于）
- GeoCinema Travel Filmmaker Federation （页面存档备份，存于）
- Travel Adventure Cinema Society （页面存档备份，存于）
- Wild Film History （页面存档备份，存于）
- The Industry Film Archive （页面存档备份，存于）
- The Newsreel Archive （页面存档备份，存于）
- The Burton Holmes Archive （页面存档备份，存于）
- Burton Holmes website （页面存档备份，存于）
- Musee Albert Kahn
- The Explorers Club （页面存档备份，存于）
- Windoes Travelogues （页面存档备份，存于） website
- . Mapping Megan. 2015-11-01  [2018-04-04]. （原始内容存档于2021-04-20） （美国英语）.